# Бриселски Омеганг
Бриселски Омеганг (фр. Ommegang de Bruxelles, хол. Ommegang van Brussel) је традиционални Омеганг, врста средњовековне поворке, која се слави у Бриселу у Белгији.
Првобитно је Омеганг била највећа лустрална поворка у Бриселу, која се одржавала једном годишње, у недељу пре Духова. Од 1930. године има облик историјске реконструкције Радосног уласка цара Карла V и његовог сина Филипа II у Брисел 1549. године. Као таква, придружује се традицији великих поворки значајних џинова и змајева којих има свуда у Белгији и северној Француској.
Данас се догађај одржава два пута годишње, на прелазу између јуна и јула. Организује га Ommegang Oppidi Bruxellensis, удружење блиско граду Бриселу. Полазиште му је у округу Саблон/Завел у историјском центру Брисела, а завршава се великим спектаклом на Великом тргу у Бриселу.
Бриселски Омегангје 2019. године уврштен на Унескову листу Нематеријалног културног наслеђа човечанства.

## Етимологија
Холандски израз Омеганг (изворно се пише Ommeganck) значи „кретање около“ или „ходање около“ (цркве, села или града) и то је стара историјска евокација највеће лустралне поворке у Бриселу, која се одржавала једном годишње, у недељу пре Духова.
Годишњи Омеганг у Бриселу првобитно је била хришћанска поворка која је постепено попримала секуларнији карактер. Израз је на тај начин дочарао чин „обилажења“ око верског симбола, на латинском circumambulatio или amburbium, који се могу наћи у многим религијама и веровањима.

## Историја

### Порекло (око 1348 –1785)
Према легенди, порекло Омеганга из Брисела потиче од локалне побожне жене по имену Беатрис Соеткенс. Имала је визију у којој јој је Девица Марија наложила да украде чудесну статуу Onze-Lieve-Vrouw op ‘t Stocxken („Госпа на малом штапићу“) у Антверпену, донесе је у Брисел и постави у капелу цеха самострелаца у округу Саблон/Завел. Жена је украла кип и кроз низ чудесних догађаја успела је да га пребаци бродом до Брисела 1348. године. Тада је свечано постављен у капелу и поштован као покровитељ Цеха. Цех је такође обећао да ће одржати годишњу поворку, названу Омеганг, у којој је статуа ношена кроз Брисел.
Током наредних деценија оно што је првобитно била верска поворка попримало је постепено светскији поглед. Омеганг из 1549. године одговара златном добу поворке. Од средине 16. века, Омеганг поворка не само да је славила чудесну легенду, већ је почела да се преплиће са радосним уласком Светог римског цара Карла V. Омеганг се тако развио у важан верски и грађански догађај у годишњем календару Брисела.

Током друге половине 16. века, догађај је зависио од политичких и верских преврата у шпанској Холандији. Између 1580. и 1585. године, када је град био у рукама протестаната, поворка је једноставно угушена. У 17. веку догађај је повратио свој сјај, под владавином надвојводе Алберта VII и Изабеле. У 18. веку почео је пад одржавања поворке. Последњи (врло мали) Омеганг догодио се 1785.
- Омеганг у Бриселу 31. маја 1615. Тријумф надвојвоткиње Изабеле, Денис ван Алслот
- Омеганг у Бриселу 31. маја 1615, Денис ван Алслот
- Наследница Исабела гађа птицу Гранд Сермент самострелом на Саблону током Омеганга у Бриселу 31. маја 1615, Антон Салаерт

### Оживљени Омеганг (1930. - данас)
1930. године, поводом стогодишњице белгијске револуције, неки љубитељи историје подржали су напоре да се још једном обележи тај догађај, у облику историјске поворке. Организатори су одлучили да не оживе „обилазак“, већ да направе спектакл који репродукује раскошни Омеганг, који је град Брисел 1549. године понудио град Брисел Карлу V и његовом сину Филипу II. С обзиром на успех ове представе, одлучено је да се понови у наредним годинама. Ово је порекло садашњег Омеганга.
Тренутни догађај окупља око 1.400 статиста, укључујући неколико десетина возача обучених у старе костиме. Ту су шетачи на штулама и гиганти као што су арханђел Михаил, Сен Гудула, и легендарни вилински коњ Бајард. Од 2011. године, некој познатој личности из света уметности сваке године се поверава улога гласника и коментарише емисију на Великом тргу.
Иако је постао историјска представа, Омеганг ипак чува многе традиционалне и аутентичне елементе, као што су присуство бриселских племенитих лоза, заклетве самострелаца, као и Богородицу победе, и остаје главни годишњи догађај у умовима народа Брисела.
Од 2019. године Омеганг је УНЕСКО препознао као израз нематеријалне културне баштине.